# Didier Grumbach
Pour les articles homonymes, voir Grumbach.
Didier Grumbach, né en 1937 à Paris, est un industriel et homme d‘affaires français. Investi dans le développement économique et créatif de la mode, il préside de 1998 à 2014 la Fédération française de la couture, du prêt-à-porter des couturiers et des créateurs de mode.

## Biographie
Didier Grumbach est le petit-fils d'un confectionneur parisien. Son grand-père, Cerf Mendès-France, fonde la société de confection C. Mendès en 1902. Son oncle maternel est Pierre Mendès France, ancien président du Conseil de la IVe République,. Il est le frère de Sylvie Grumbach (agence de presse 2e Bureau), qui a été l'attachée de presse du Palace de son ouverture jusqu'en 1984.
Juriste de formation, il est intégré dans l‘entreprise familiale de confection de manteaux C. Mendès dès 1954, dont il devient le directeur en 1961,. En 1964, la société se spécialise dans le prêt-à-porter de la haute couture en mettant un terme à sa propre marque. En 1967, elle détient les licences de marques de haute couture telles que Lanvin, Philippe Venet, Jean Patou, Madeleine de Rauch, Guy Laroche, Emanuel Ungaro, Jacques Heim, etc.En 1966, à parts égales avec Yves Saint Laurent et Pierre Bergé, Didier Grumbach devient cofondateur associé et cogérant de Saint Laurent rive gauche, dont C. Mendès est le principal fabricant et ce, jusqu'en 1978. De 1968 à 1973, C. Mendès est associé à Givenchy dans Givenchy Nouvelle Boutique et fabrique durant cette période les uniformes d'Air France signés par Cristobal Balenciaga,. En 1967, Didier Grumbach inaugure à New York, 1 East 54th Street, Paris Collections, Inc., première filiale américaine d'une société de prêt-à-porter français. La même année, il ouvre à Chalonnes-sur-Loire une usine de prêt-à-porter et, en 1968, l'usine d'Angers encore aujourd'hui consacrée à Yves Saint Laurent et propriété du groupe Gucci.
En 1971, Didier Grumbach fonde la société Créateurs & Industriels, une plateforme de rencontres entre créateurs et industriels (C&I). Il contribue ainsi à lancer l'internationalisation de la mode et à maintenir Paris comme l'un des pôles de la mode mondiale. Les stylistes signent désormais leurs modèles et deviennent des créateurs de mode. Le premier défilé de C&I se tient à Paris en avril 1971 dans les bureaux de C. Mendès (Emmanuelle Khanh, Ossie Clark (en)). Andrée Putman rejoint C&I et en devient la directrice artistique. Le premier des concept stores (800 m2) ouvre ses portes 45 rue de Rennes à Paris dans un espace jusqu'alors occupé par la gare routière de la SNCF. Financé à parts égales par Seibu, Charles of the Ritz, Balamundi et C. Mendès, il présente la mode aussi bien que des objets conçus par des stylistes dans toutes les spécialités. La plateforme créée par Didier Grumbach et Andrée Putman ne durera que cinq ans et se conclura par la vente de l'immeuble et une dissolution amiable. Néanmoins, la liste des stylistes qu‘elle a contribué à révéler donne une idée de son dynamisme, aussi bien sur le plan économique que créatif. Parmi ceux qui ont présenté chez Créateurs & Industriels leur première collection (et qui fonderont ensuite, grâce à ces débuts, leur propre maison), on peut citer Emmanuelle Khanh, Issey Miyake, Jean-Charles de Castelbajac, Michel Klein, Christiane Bailly, Fernando Sanchez, Adeline André, Thierry Mugler, Jean Paul Gaultier, Marc Held, Agnès Comar, etc.
En 1974, C. Mendès signe un contrat de licence mondiale avec Valentino pour la production de la ligne de prêt-à-porter de luxe, Valentino Boutique Ltd, puis en 1976, avec Chanel.
En 1978, Didier Grumbach cède ses participations dans C. Mendès et devient président et associé de l'entreprise Thierry Mugler.
De 1980 à 1985, dans le cadre de Paris Collections, Inc. (qu'il a fondé en 1967), il développe en Amérique du Nord les collections de Saint Laurent rive gauche, Valentino Boutique, Chanel Boutique (dont le contrat avec C.Mendès est rompu en 1981). Pendant cette période, il est également président de Yves Saint Laurent, Inc.
En 1985, Didier Grumbach regagne Paris et rejoint l'Institut Français de la Mode (IFM) dont il contribue, avec Pierre Bergé, à sa création. Il y occupe les fonctions de Responsable du département marketing, puis Directeur des Études en 1989 et Doyen du corps professoral en 1997,. Il est aussi le Président de l'École de la Chambre Syndicale de la Couture Parisienne, qu'il a contribué à agrandir. À la tête de la chambre syndicale, il a entre autres pour mission d'ouvrir le monde de la haute couture aux marques de prêt-à-porter, une cause qui lui tient à cœur.
En 1982, Thierry Mugler, Didier Grumbach et Michel Douard constituent un LMBO qui reprend le contrôle de la marque Thierry Mugler au groupe italien Ginochietti.
En 1991, Didier Grumbach préside pendant un an les réunions de la commission Strauss-Kahn qui se tiennent au ministère de l'Industrie pour définir l'avenir de l'appellation « Haute Couture ». En 1992, Thierry Mugler est le premier « membre invité » dans le calendrier de la haute couture.
En 1993, Didier Grumbach publie Histoires de la Mode aux éditions du Seuil.
Actionnaire dès 1990 de Thierry Mugler Parfums via la holding Mugler Triumvirat à laquelle le couturier lui-même, le groupe Marceau Investissements et la banque Banexi sont aussi parties prenantes, il revendra ses actions en 1997 au groupe Clarins.
De 1997 à 2017, Didier Grumbach est le président de l'Association Villa Noailles qui organise le Festival international de mode et de photographie fondé par Jean-Pierre Blanc. Dans ce cadre, se tiennent depuis 2001 les Rencontres Internationales du textile et de la Mode.
En 1998, il devient le président de la Fédération française de la couture, du prêt-à-porter, des couturiers et des créateurs de mode.
Depuis 1999, Didier Grumbach est le président fondateur du fonds d'investissement aux jeunes marques Mode & Finance qui associe Deveaux, LV Capital, GFT, Natexis, la Caisse des Dépôts, le Défi et le groupe Méderic. D'abord géré par Caroline Joubin, directrice de Natexis, il est aujourd'hui conduit par Isabelle Ginestet de la Caisse des Dépôts.
En 2008, son livre Histoires de la mode est réédité par les Éditions du Regard, enrichi d'une postface et d'illustrations. Il est traduit et édité en Chine, au Brésil, en Corée, en Roumanie, au Japon, en Inde, aux États-Unis.
Il a aussi été l'un des deux collectionneurs participant à la Commission d'acquisition du fonds national d'art contemporain (FNAC) du Centre national des arts plastiques.
Président de la Fédération française de la couture (depuis 1998) en même temps que de la Chambre syndicale de la Haute couture, il en a précisé les missions. Sa dernière réélection, à l'unanimité, date du 11 juin 2012. Il quitte ses fonctions à la Fédération en 2014 et en devient le Président d'honneur. 
De  décembre 2014 à octobre 2017 il est président de la Société des amis du Musée national d’art moderne,.

## Influence
L'influence de Didier Grumbach sur le monde de la mode tient à son parcours personnel et à ses fonctions de président de la Fédération. Cette influence ne concerne pas seulement la France, elle s'étend aussi à l'étranger où il représente ce secteur de l'économie française dans les événements - notamment les différentes fashion weeks - et les médias,.
De par son parcours professionnel, il a la pratique des différentes filières de la couture : haute couture, prêt-à-porter couture, confection, prêt-à-porter industriel. Il en connaît les règles de fonctionnement, les enjeux commerciaux, les nécessités économiques. Outre ce point de vue d'industriel, il reconnaît les impératifs particuliers de la création artistique. Son point de vue sur la couture est pragmatique : « La mode est une industrie. Mais durant une certaine période de la vie du créateur, cela doit être de l'art. Sinon, la marque ne possède pas de répertoire propre, principal critère de pérennité. »
Pragmatique, aussi, dans son souci de la diffusion en prêt-à-porter. Issu du milieu de la confection et ayant vécu la période où la haute couture était ébranlée par l'arrivée de celui-ci, il en a saisi l'importance dès le début des années soixante : « Quand la haute couture était organisée et structurée comme elle l'était en 1944, le prêt-à-porter créatif n'existait pas. Aujourd'hui, Chanel et Dior, les plus mythiques maisons de couture, sont aussi les plus gros exportateurs français de prêt-à-porter et sans celui-ci, leur ligne couture n'existerait pas. La haute couture est devenue la partie supérieure du prêt-à-porter, un service pour les adeptes de la marque. »
Enfin, en tant que président de la Fédération française de la couture, et de la Chambre syndicale de la haute couture, Didier Grumbach a disposé d'un poids déterminant. Par exemple, les dates des fashion weeks parisiennes, leur lieu, la liste des créateurs invités, celle des journalistes accrédités sont du ressort des organismes qu‘il préside. Il a été particulièrement présent dans l'adaptation de la mode aux nouvelles technologies : « La récession actuelle va changer entièrement notre manière de faire de la mode. Les créateurs « invités » en haute couture contacteront sur internet les consommateurs adeptes de leurs marques. »
Didier Grumbach est d'autre part membre du conseil d'administration de l'association nationale pour le développement des arts de la mode créée en 1989 à l'initiative du ministère de la Culture pour promouvoir la jeune création.